# 馬爾科韋 (多布羅韋利奇基夫卡區)
48°34′27″N 31°7′6″E / 48.57417°N 31.11833°E
馬爾科韋（烏克蘭語：Маркове），是烏克蘭中部的村莊，隸屬基洛夫格勒州的新烏克蘭卡區。該村始建於1861年，面積1.16平方公里，海拔高度165米，2001年人口324，人口密度每平方公里278.8人。